# Pseudobalta cinctella
Pseudobalta cinctella är en kackerlacksart som först beskrevs av Morgan Hebard 1943.  Pseudobalta cinctella ingår i släktet Pseudobalta och familjen småkackerlackor. Inga underarter finns listade i Catalogue of Life.